# Теремшеня
Теремшеня (Теремша; устар. Теремшон) — река в России, протекает в Ельнинском районе Смоленской области. Устье реки находится в 366 км по левому берегу реки Угра. Длина реки составляет 12 км.
На реке стоят поселки Семенково Коробецкого сельского поселения, Взглядье Пронинского сельского поселения.

## Данные водного реестра
По данным государственного водного реестра России относится к Окскому бассейновому округу, водохозяйственный участок реки — Угра от истока и до устья, речной подбассейн реки — Бассейны притоков Оки до впадения Мокши. Речной бассейн реки — Ока.
По данным геоинформационной системы водохозяйственного районирования территории РФ, подготовленной Федеральным агентством водных ресурсов:
- Код водного объекта в государственном водном реестре — 09010100412110000020552
- Код по гидрологической изученности (ГИ) — 110002055
- Код бассейна — 09.01.01.004
- Номер тома по ГИ — 10
- Выпуск по ГИ — 0